# جائزة اليابان الكبرى للدراجات النارية 2008
جائزة اليابان الكبرى للدراجات النارية 2008 هو سباق دراجات نارية أقيم بتاريخ 28 سبتمبر 2008 في حلبة موتيجي. كان الجولة الخامسة عشر من أصل 18 في سباق الجائزة الكبرى للدراجات النارية موسم 2008. فاز الإيطالي فالنتينو روسي بفئة الموتو جي بي بينما جاء الأسترالي كيسي ستونر في المركز الثاني وحصل على المركز الثالث الإسباني داني بيدروسا.

## وصلات خارجية
- الموقع الرسمي